# サイレンス (ジョン・ケージ)
『サイレンス』 (Silence: Lectures and Writings) は、ジョン・ケージが1961年に著した書籍。
1939年から1961年にわたる音楽論、作品解説、詩、エッセイを集めたもの。著者のスタイルを反映して、さまざまな形式で書かれていることでも知られる。実験音楽についての有名な文章をはじめ、発明家だった父親についてや、人々との交流、キノコとの関わり、野外採集で集めたものを食べて死にかけた体験なども収録されている。

## 書誌情報
原書
- Silence, Wesleyan University Press. (1961)

翻訳
- 『サイレンス』　柿沼敏江訳、水声社、1996年。